# Capalbio
Capalbio is een gemeente in de Italiaanse provincie Grosseto (regio Toscane) en telt 4046 inwoners (31-12-2004). De oppervlakte bedraagt 187,5 km², de bevolkingsdichtheid is 22 inwoners per km².
De volgende frazioni maken deel uit van de gemeente: Borgo Carige, Capalbio Scalo, Chiarone Scalo, Giardino, La Torba en Pescia Fiorentina.

## Bezienswaardigheden
- De Tarot-tuin (Giardino dei Tarocchi), beeldenpark gerealiseerd door Niki de Saint Phalle in de frazione van Pescia Fiorentina.

## Demografie
Capalbio telt ongeveer 1742 huishoudens. Het aantal inwoners daalde in de periode 1991-2001 met 6,6% volgens cijfers uit de tienjaarlijkse volkstellingen van ISTAT.
| Jaar | Inwoneraantal |
| ---- | ------------- |
| 1991 | 4014          |
| 2001 | 3750          |

## Geografie
De gemeente ligt op ongeveer 217 meter boven zeeniveau.
Capalbio grenst aan de volgende gemeenten: Manciano, Montalto di Castro (VT) en Orbetello.

## Externe link

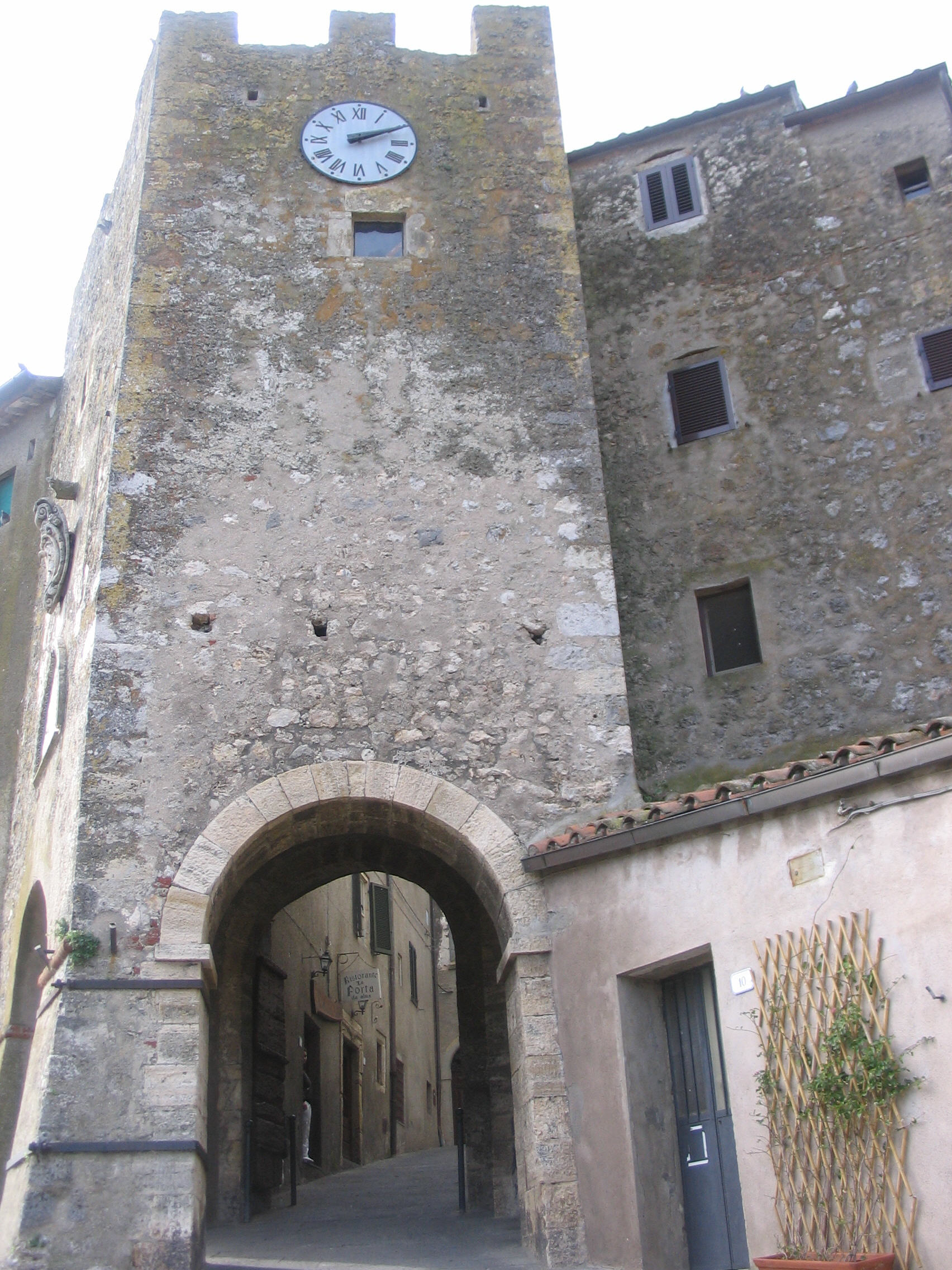
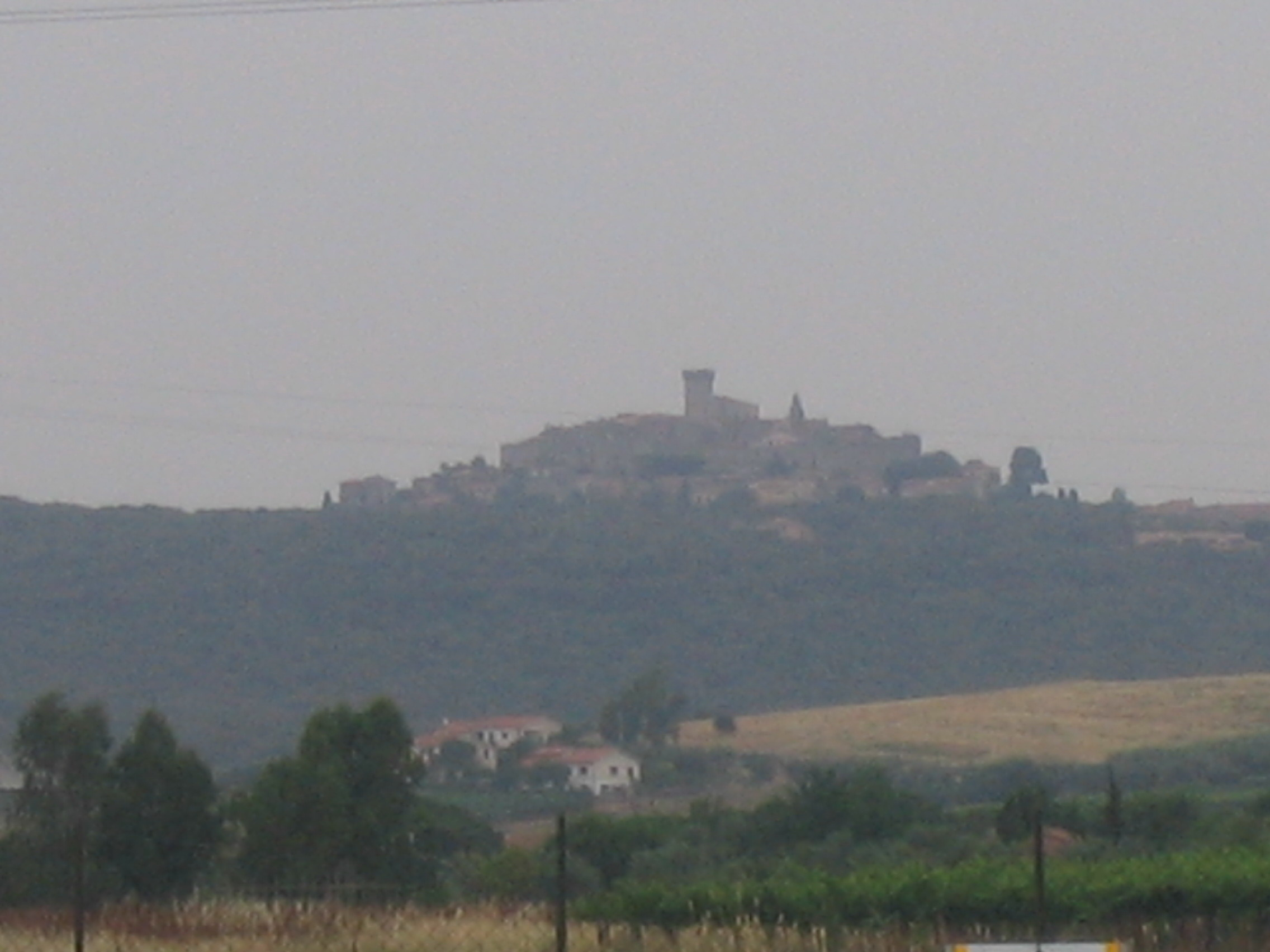
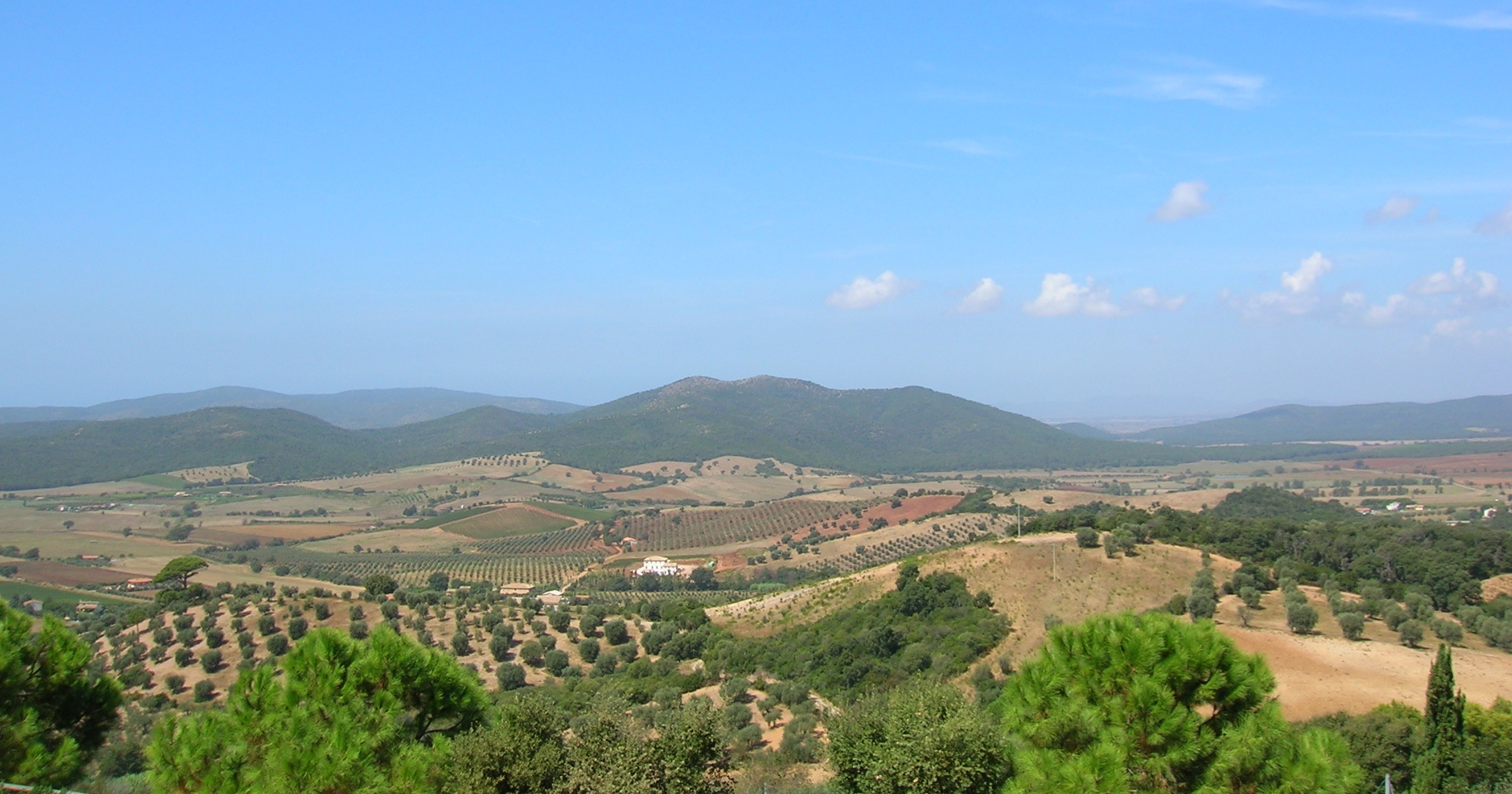
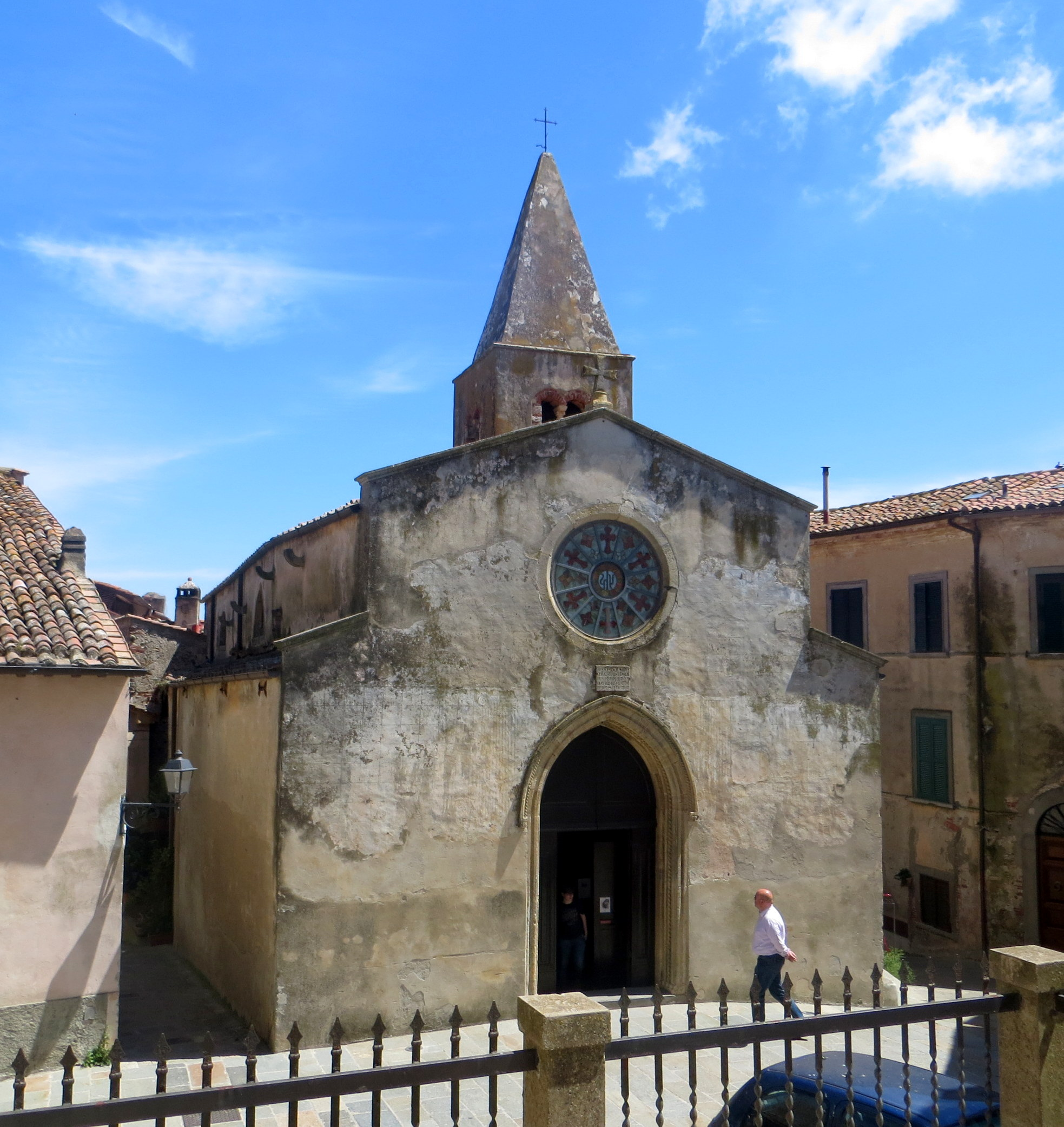
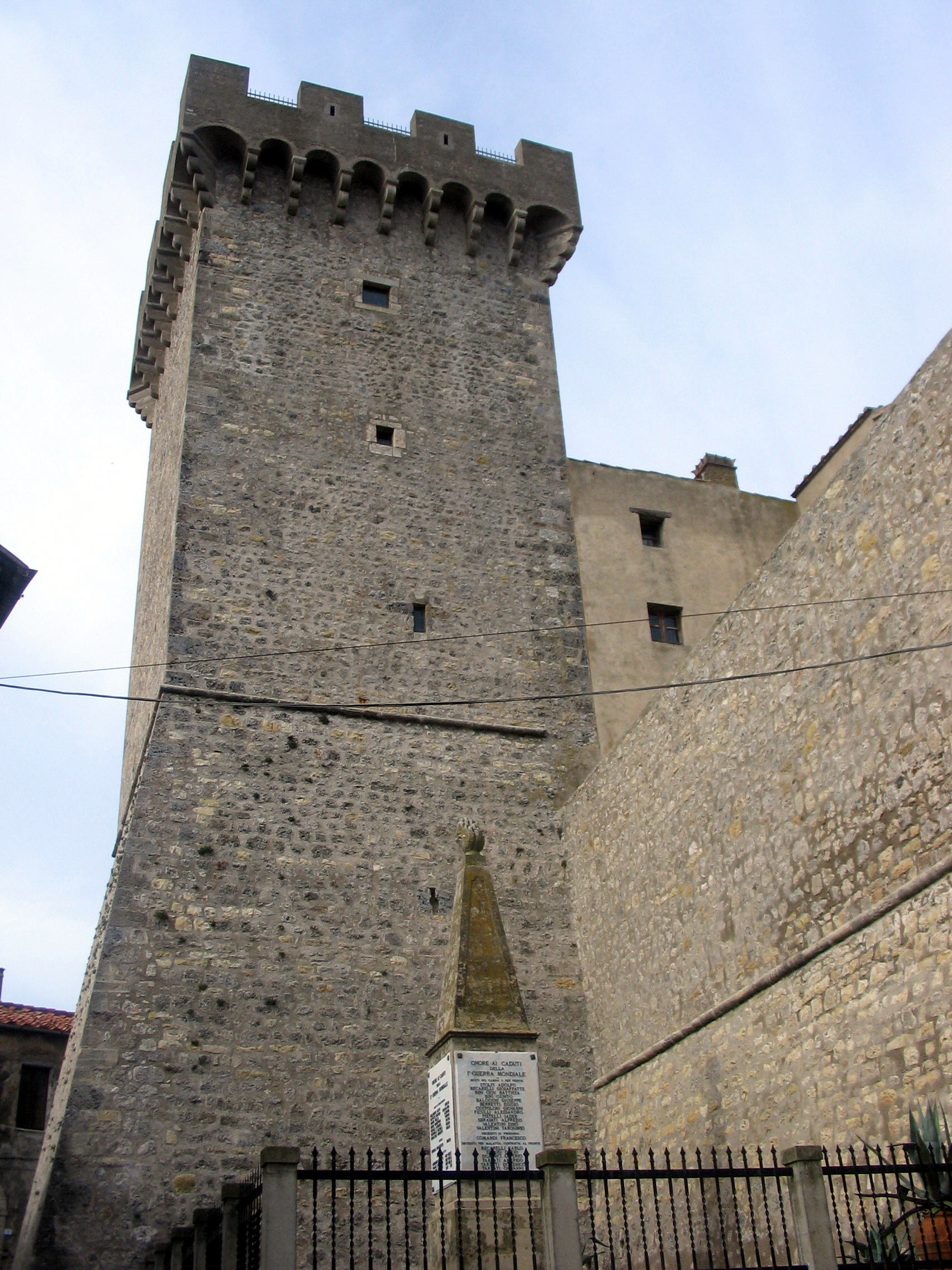